# Macroglossum nigellum
Macroglossum nigellum är en fjärilsart som beskrevs av Rothschild och Jordan 1916. Macroglossum nigellum ingår i släktet Macroglossum och familjen svärmare. Inga underarter finns listade i Catalogue of Life.